# دهستان بی‌بی سکینه
دهستان بی‌بی سکینه دهستانی در بخش صفادشت شهرستان ملارد، استان تهران ایران است.

## جمعیت
براساس سرشماری مرکز آمار ایران در سال ۱۳۹۵، جمعیت آن ۱۷٬۳۹۹ نفر (۴٬۹۸۷ خانوار) بوده‌است.

## روستاها
ارغش آباد - ارسطو  – حصارطهماسب - خاتونلر - دهک - سلمیان - عباس‌آباد طوس - علی بیات - قشلاق زرگرها - قلعه کهریز